# Gariang
Gariang is een bestuurslaag in het regentschap Padang Lawas Utara van de provincie Noord-Sumatra, Indonesië. Gariang telt 280 inwoners (volkstelling 2010).